# Frances-Marie Uitti
Frances-Marie Uitti (* 1946 in Chicago, Illinois) ist eine US-amerikanische Cellistin und Komponistin, die insbesondere im Bereich der Neuen Musik hervorgetreten ist. Sie hat das gleichzeitige Spiel mit zwei Bögen entwickelt.

## Leben und Wirken
Uitti studierte klassische Musik in der Meadowmount-Sommerschule sowie an der Boston University bei Leslie Parnas und der University of Texas bei George Neikrug. 
Ab 1975 lebte sie für lange Zeit in Rom, wo sie bis 1988 mit Giacinto Scelsi improvisierte, aber auch seine Werke transkribierte und interpretierte; 2006 brachte sie sein verschollenes Cellokonzert zur Uraufführung. Später lebte sie in Amsterdam. Auch arbeitete sie mit John Cage zusammen.
Uitti verwandelte das Cello durch ihr Spiel mit zwei Bögen „in einer Pionierleistung in einen polyphonen Klangkörper, der in der Lage ist, langanhaltende, zwei-, drei- und vierstimmige Akkorde und damit eine hochkomplexe Vielstimmigkeit zu erzeugen. Mit zwei Bögen in einer Hand erlaubt ihre Technik zur selben Zeit legato und artikuliert zu spielen, widersprechende Akzente zu setzen und eine kontrastierende vierstimmige Dynamik.“
Die Komponisten György Kurtág, Luigi Nono, Jonathan Harvey, Ernstalbrecht Stiebler und Richard Barrett berücksichtigten diese Technik und widmeten ihr Cello-Werke. In anderen Kompositionen ist zugleich ihre Stimme gefordert, etwa bei Louis Andriessen La Voce (das ihr ebenfalls gewidmet ist), James Tenneys Ain't I a Woman? oder Vinko Globokars Janus. Sie interpretierte weiterhin Werke von Per Nørgård, Elliott Sharp, Guus Janssen, Jay Alan Yim, Clarence Barlow, Martijn Padding, Horațiu Rădulescu, Calliope Tsoupaki und weiteren Komponisten der Moderne, spielte aber auch Ricercari.
Auf der Ars Electronica 1990 stellte sie eigene Kompositionen vor, basierend auf Keplers Somnium, in der die Geometrie seiner Schrift unter Verwendung von umgespannter und verstimmter Celli und Elektronik ihrer Komposition angepasst wird. In ihrer Solo-Oper verbindet sie Musik, Texte, Video und Licht.
Daneben improvisierte sie im Duo mit Mark Dresser (CD-Veröffentlichung Sonomondo), aber auch mit Evan Parker, Misha Mengelberg, Pauline Oliveros oder David Wessel.
Seit Jahrzehnten tritt sie erfolgreich in den U.S.A, Europa, Kanada, Korea und Japan auf; sie war auf vielen großen Festivals zu erleben, immer wieder auch auf dem Holland Festival. Sie unterrichtete an zahlreichen amerikanischen und europäischen Universitäten und Konservatorien. Ihr Aufsatz New Frontiers wurde breit rezipiert; er wurde im Cambridge Companion to the Cello ebenso wieder abgedruckt wie in John Zorns Arcana: Musicians on Music oder in MusikTexte. 1991 wirkte sie in der Jury der Weltmusiktage der Internationalen Gesellschaft für Neue Musik ISCM.

## Filmographie, DVDs
- 13AL. DVD mit Yota Morimoto.
- Eric van Zuylen Alyssa in Concert
- Elliott Carter Frank Scheffer
- Werner Herzog Rescue Dawn (verschiedene Stücke)
- Stansfield/Hooykaas Solstice
- Stansfield/Hooykaas Re:Vision
- Luchino Visconti/Heiner Goebbels De Val van de Goden